# 周瑞 (明朝)
周瑞（？—1646年），字毓祥，蘇州府吳江縣人，南明軍事人物。

## 生平
周瑞自諸生出身，南京失陷後和沈自炳、沈自駟、華京、趙汝珪、陸世鑰、范班友、周耀始、徐鑛、沈泮、李勢、陳繼、汝欽命、沈際明跟隨吳昜與孫兆奎起義，號稱「白頭軍」，聚眾數千人。不久在長白蕩部隊潰敗，他和沈泮、李勢、張貴、陳繼於朱涇四保匯再次聚眾數千人。軍隊擅長使用烏銃，斬殺敵軍兵將八百人，在吳江縣、青浦縣、嘉定縣三縣交界恢復軍聲，獲授總兵。南明隆武二年（1646年）五月五日，周瑞眾人飲酒時清兵突然攻入，羅騰蛟戰敗被擒殺；吳昜遭擒獲，他攻打嘉善失利，部將唐民望、姚景明、丁蓬寶、諸生程大儀、沈匡都戰死。到七月，他與曹子如、洪庭桂計劃攻打金山時被敵軍抓獲殺害。。

## 家庭
周瑞之子周衍昌，娶南明魯王朱以海之长女「郡主朱氏」。

## 引用
1. 1 2  錢海岳《南明史·卷四十六·列傳第二十二》：南京亡，（吳易）與孫兆奎起義，著白抹額以標異，曰白頭軍，有眾數千人。文乘、夏復為飛書料軍務，沈自炳、自駟、華京、趙汝珪、陸世鑰、范班友、周瑞、周耀始、徐績、沈泮、李勢、陳繼、汝欽命、沈際明等皆從之。瑞，字毓祥，吳江人。諸生。長白蕩師既潰，與泮、勢、（張）貴、繼復聚眾數千人朱涇四保匯。
2. ↑  錢海岳《南明史·卷四十六·列傳第二十二》：眾善烏銃，斬江副將兵八百人，雄長吳、青、嘉三縣交，道路為梗，軍聲復振，授總兵。隆武二年五月五日，泛蒲飲酒。清兵奄至，羅騰蛟戰敗，執死。易被執，瑞攻嘉善不利，將唐民望、姚景明、丁蓬寶、諸生程大儀、沈匡戰死。七月，瑞與曹子如、洪庭桂謀攻金山執死。